# Johann Georg Adam Forster
Johann Georg Adam Forster (Nassenhuben, 27 november 1754 — Parijs, 10 januari 1794), beter bekend als Georg Forster, was een Duitse antropoloog, auteur van reisverhalen, botanicus, essayist, democraat, geograaf, natuurvorser, revolutionair en wereldreiziger.

## Jeugd
Georg Forster werd geboren in Nassenhuben bij Gdańsk, het huidige Mokry Dwór in Polen en was de enige zoon en de oudste van zeven kinderen van Justina Elisabeth en Johann Reinhold Forster, evangelisch dominee en natuuronderzoeker. Hij werd thuis door zijn vader onderwezen. Al vroeg leerde zijn vader hem de basisbeginselen van het lezen en schrijven van Latijnse en Griekse teksten. Ook onderwees zijn vader hem in natuurlijke historie en biologie. Zijn vader was echter vaak humeurig en gebruikte geweld. Hij leidde Georg op een intensieve manier op zodat hij de beschikking kreeg over een betrouwbare en goedkope assistent. Uiteindelijk voldeed Georg aan de eisen van zijn vader.
In 1765 maakte Georg Forster op elfjarige leeftijd zijn eerste expeditie toen zijn vader door de Russische regering als onderzoeksopdracht kreeg om het gebied rond de Wolga te verkennen. De reis voerde langs Sint-Petersburg, Moskou en Saratov in de steppes van de Kalmukken bij de onderloop van de Wolga. Georg bestudeerde hier de natuur en leerde de Russische taal. Na onenigheid van zijn vader met de Russische regering verlieten ze Rusland vanuit Sint-Petersburg, waarna ze naar Londen trokken, want de voorouders van de Forsters kwamen uit Engeland.
In 1767, op dertienjarige leeftijd, publiceerde Georg zijn eerste boek onder de titel Short Russian History, een vertaling in het Engels van het Russische origineel van Michail Lomonosov dat handelde over de geschiedenis van Rusland. Hij had tot op dit moment slechts twee keer een school van binnen gezien, één keer in Sint-Petersburg en één keer in Engeland. Ook vertaalde hij Franse en Zweedse boeken naar het Duits en het Engels. Zijn vader werd in de herfst van 1766 benoemd tot hoogleraar aan het Dissenter's College in Warrington. Intussen werkte de dertienjarige Georg als vertaler in een handelskantoor in Londen om in het onderhoud van de familie Forster te voorzien. Hij volgde zijn vader echter snel naar Warrington. Zijn vader vertrok hier echter al snel vanwege conflicten. Georg werkte vervolgens gedurende twee jaar in Londen met zijn vader aan vertalingen van vijf omvangrijke werken, waaronder een bestseller uit die tijd, Voyage autour du monde van Louis Antoine de Bougainville.
Daarnaast gaf hij ook nog les Engels en Frans aan scholieren van zijn eigen leeftijd. In 1770 ging Georg met zijn vader terug naar Londen, waar zijn vader hoopte op een aanstelling bij de Britse Oost-Indische Compagnie. Vader Forster werd intussen op grond van zijn biologische studies en publicaties als lid opgenomen in de Royal Society. Uiteindelijk kregen ze van de Britse admiraliteit de opdracht om James Cook op zijn tweede wereldreis als natuurvorser te begeleiden, een taak waarvoor Joseph Banks had bedankt. De opdracht was aanvankelijk voor vader Forster maar zijn intussen zeventienjarige zoon mocht als biologisch tekenaar en assistent van zijn vader ook mee.

## De tweede wereldreis van James Cook

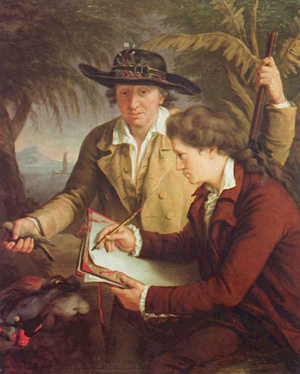
Johann Reinhold Forster en Georg Forster in Tahiti door John Francis Rigaud (1780)

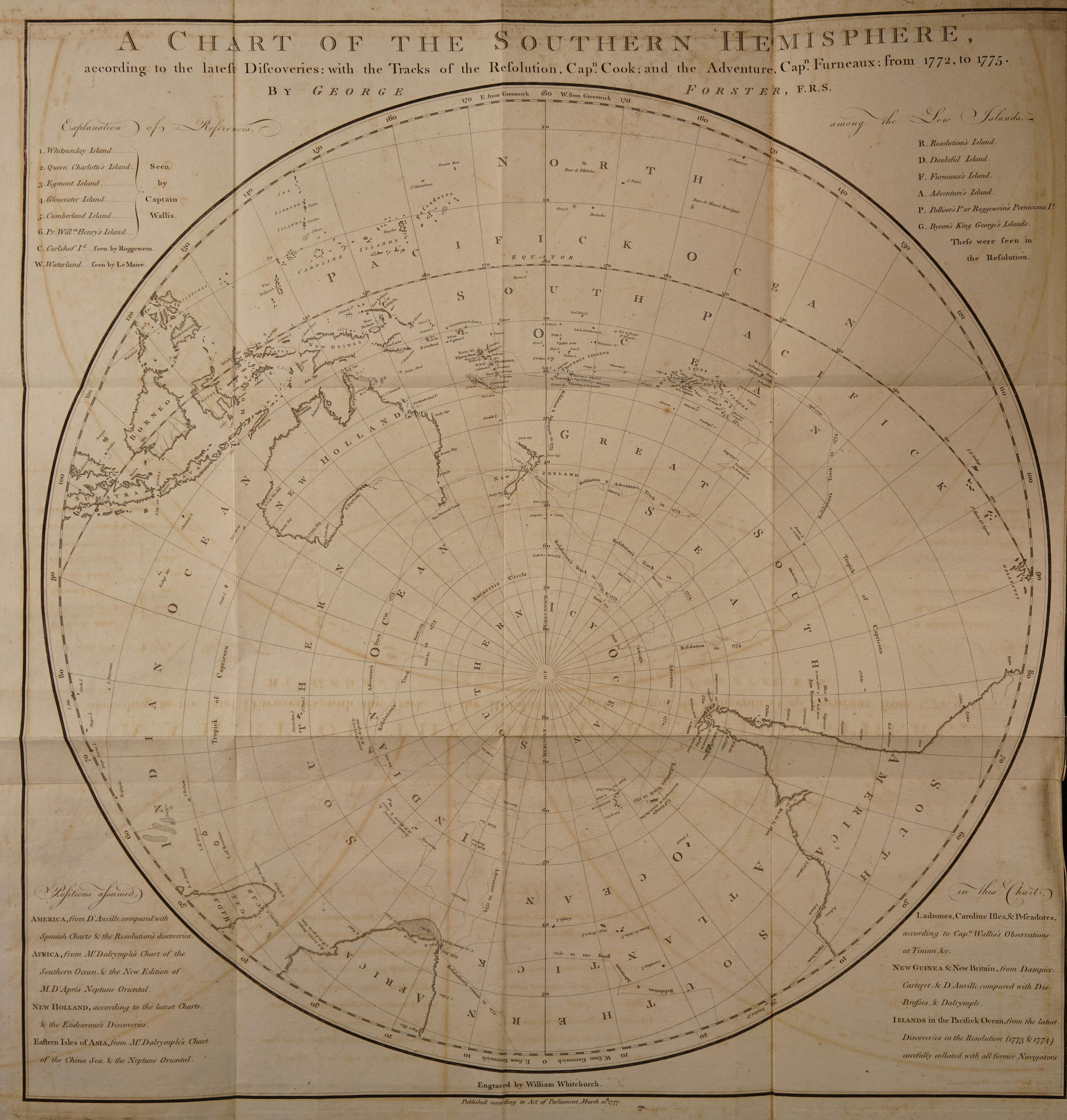
Chart of the Southern hemisphere, drawn by Georg Forster, including the tracks of HMS Resolution and HMS Adventure during the 1772-1775 Second Voyage of James Cook

Het doel van de expeditie onder leiding van James Cook was om op het zuidelijk halfrond op zoek te gaan naar een mogelijk bestaand zuidcontinent, het zogeheten Terra Australis, waarvan werd aangenomen dat het tussen Nieuw-Zeeland en Zuid-Amerika zou liggen. De taak van de Forsters was om de flora en fauna te verzamelen, te onderzoeken en te classificeren. Georg had ook nog de speciale taak om de verzamelde specimens te prepareren en na te tekenen. Op 13 juli 1772 vertrok de expeditie aan boord van de HMS Resolution vanuit Plymouth, Engeland. De expeditie voerde langs Madeira en Kaap de Goede Hoop richting het zuiden van de Grote Oceaan. Ze voeren tijdens de reis twee keer om het zuidpoolgebied en meerdere keren door de zuidpoolcirkel, waarbij ze een aantal keer drijfijs tegenkwamen. In de daaropvolgende twee jaren werden onder andere (soms zelfs meerdere malen) Nieuw-Zeeland, Tahiti, Tonga, Paaseiland, Zuid-Georgië en de Zuidelijke Sandwicheilanden, de Marquesaseilanden, de Nieuwe Hebriden, Nieuw-Caledonië, Norfolk, Vuurland, Sint-Helena, Ascension, Genootschapseilanden en de Azoren aangedaan.
De Forsters observeerden de levenswijzen en maatschappelijke toestanden van de volkeren in de gebieden die ze aandeden. Georg hield zich voornamelijk bezig met het onderzoeken en optekenen van geografische, botanische en zoölogische gegevens. De reis eindigde op 30 juni 1775 in Engeland. De opbrengst van de Forsters bedroeg door Georg gemaakte, merendeels ingekleurde tekeningen (waarvan er tot op de dag van vandaag circa 600 zijn bewaard gebleven), schriftelijke notities waaronder reisverslagen van vader Forster, talloze plantenspecimens en etnografische en biologische verzamelstukken. Deze verzameling zou de basis gaan vormen voor hun publicatie.
Vader Forster kwam in conflict met de Britse admiraliteit die vervolgens de publicatie van zijn reisverslag verbood. Georg was echter niet aan contractuele overeenkomsten gebonden en kon daarom voor de oplossing zorgen. Hij schreef op basis van zijn vaders en zijn eigen aantekeningen een werk over hun reiservaringen dat reeds in 1777 werd gepubliceerd onder de titel A Voyage round the world in His Britannic Majesty's Sloop, Resolution, commanded by Capt. James Cook, during the years 1772, 3, 4 and 5. Twee maanden later kwam James Cook pas met zijn eigen officiële verslag. Nog voordat Georg zijn publicatie had afgerond was hij al begonnen met een Duitstalige variant van dit werk onder de titel Reise um die Welt, die tussen 1778 en 1780 in twee delen in Berlijn werd uitgebracht. Met zijn werk mikte hij op een geïnteresseerd publiek en wilde hij een wetenschappelijke discussie aanzwengelen die al door de eerste reis van James Cook en onder meer de ontdekkingsreizen van Bougainville was opgestart. Het werk legde de basis voor de roem van Georg Forster en werd het voorbeeld voor een nieuwe literair genre, het wetenschappelijk gefundeerde reisverslag. Het boek behoorde door zijn literaire en wetenschappelijke kwaliteiten in zijn tijd tot de populairste reisverslagen. Georg werd benoemd tot lid van de Royal Society en werd tevens lid van andere wetenschappelijke organisaties.

## Tijd in Frankrijk en Duitsland
Op zoek naar geld, reputatie en mogelijke aanstellingen reisde Georg Forster in de herfst van 1777 naar Parijs, waar hij onder andere Benjamin Franklin en natuurvorser Georges-Louis Leclerc, Comte de Buffon ontmoette. Zakelijk kende hij er echter geen successen. Wegens slepende conflicten en toenemende schulden in Engeland richtte de hoop van de Forsters zich vanaf nu op Duitsland, vooral omdat ze in Engeland al enkele veelbelovende en vriendschappelijke contacten hadden gelegd, onder meer met Georg Christoph Lichtenberg en Samuel Thomas Sömmering. In de herfst van 1778 reisde Georg af naar Duitsland met de intentie om zijn vader een aanstelling te bezorgen. Hij leerde op zijn reis Gotthold Ephraim Lessing en Friedrich Heinrich Jacobi kennen.
Georg Forster werd benoemd tot hoogleraar in de natuurlijke historie aan het Collegium Carolinum in Kassel, waar hij in het voorjaar van 1779 begon. Inmiddels waren de schulden van de Fosters gesaneerd door een inzameling van hertog Ferdinand von Braunschweig onder Duitse vrijmetselaarsloges en was vader Forster aangesteld als hoogleraar in Halle. Het acceptabele salaris en de redelijk lichte onderwijsverplichtingen stonden echter tegenover de matige accommodaties van de onderwijsinstelling zoals de bibliotheken en collecties. Minpunten waren ook het eentonig leven in een Duitse provinciestad en de ondergeschikte positie. Het uitte zich in gebrekkige contacten en intellectuele armoede. Georg Forster vond echter aansluiting in het nabij gelegen Göttingen. Hier ontmoette hij zijn toekomstige schoonvader, filoloog Christian Gottlob Heyne, met wie hij vriendschap sloot.
In het voorjaar van 1784 verloofde Forster zich met Therese Heyne. Hij kreeg in datzelfde voorjaar ook een aanbod om hoogleraar te worden in het toenmalige Poolse Wilna (het huidige Vilnius, de hoofdstad van Litouwen). Op 23 april 1784 reisde hij af naar Wilna. Omdat het bij het hoogleraarschap om een hervormingsproject ging, waarbij ook ambachtelijke en natuurwetenschappelijk-praktische kennis een rol zouden spelen, liet hij zich op zijn lange studiereis over ambachtelijke en producttechnische ontwikkelingen informeren. De reis duurde vijf maanden en voerde ook nog naar Leipzig en Halle. Daarna reisde hij van Dresden via de mijnen van het Ertsgebergte naar Praag en Wenen, waar Forster zich uiteindelijk in het midden van een zich aan het hof oriënterend rococogenootschap bevond. In Wilna wekte het gevoel van minachting van zijn wetenschappelijke werk, contactarmoede en het bezwaar aan de randen van de wetenschappelijke wereld te leven in een soort ballingschap wrevel op.
Ook zijn vrouw Therese kon aan deze situatie niets veranderen. Forster was met haar getrouwd op 3 september 1785 terwijl ze op reis waren in Duitsland, waarbij hij in Halle een doctorsgraad in de geneeskunde verwierf. In 1786 publiceerde hij samen met Johann Friedrich Blumenbach en Immanuel Kant een uiteenzetting over de mensenrassen onder de titel Menschenrassen. In november 1786 publiceerde hij zijn essay Neuholland und die brittische Kolonie in Botany Bay, dat wordt beschouwd als de eerste betrouwbare informatie in de Duitse taal over de geografie, inwoners en natuurlijke bronnen van Australië. In 1787 publiceerde hij een vertaling van de derde expeditie van James Cook onder de titel Des Capitain Jacob Cook's dritte Entdeckungs-Reise en in 1789 publiceerde hij een uitgebreid essay, Cook, der Entdecker.

## Tijd in Mainz
In het voorjaar van 1787 verbrak Forster zijn contract zes jaar voortijdig omdat hij van Catherina II van Rusland een plaats kreeg aangeboden op een wereldreis (de Mulovsky-expeditie) aan een hoog honorarium en een positie als professor in Sint-Petersburg. Dit resulteerde in een conflict tussen Forster en de invloedrijke Poolse wetenschapper Jędrzej Śniadecki. Het Russische voorstel werd echter ingetrokken en Forster verliet Vilnius. Hij vestigde zich dan in Mainz, waar hij in het voorjaar van 1788 hoofdbibliothecaris werd van de Universiteit van Mainz, een positie die daarvoor werd benomen door zijn vriend Johannes von Müller, jurist en aartsbisschoppelijk adviseur. Op die manier zorgde von Müller voor zijn opvolging toen hij benoemd werd op de administratie van Keurvorst Friedrich Karl Josef von Erthal. In meerdere opzichten kan zijn tijd in Mainz als hoogtepunt in zijn carrière worden gezien.
Forster gold als een van de prominentste geleerden van zijn tijd. Hij werd in zijn nieuwe betrekking relatief goed betaald. Hij had briefwisselingen en ook een aantal persoonlijke contacten met de belangrijkste geleerden en wetenschappers van zijn tijd, onder wie Georg Christoph Lichtenberg, Johann Wolfgang von Goethe, Friedrich Heinrich Jacobi, Johann Gottfried Herder, Joachim Heinrich Campe, Friedrich Nicolai, Christoph Martin Wieland, Gotthold Ephraim Lessing, Johann Heinrich Voß en Wilhelm von Humboldt. Georg publiceerde een grote hoeveelheid vertalingen, wetenschappelijke artikelen en recensies. Hij schreef over uiteenlopende onderwerpen als reizen, botanie, geografie, etnografie, literatuur, esthetica, filosofie en politiek. Hij recenseerde boeken over Australië van Watkin Tench (1789), Arthur Philip (1790) en John White (1791).
Ook completeerde hij eerder begonnen feuilletonistische werken, waaronder de vertaling Über Leckereyen in 1789, dat nu nog steeds als een klassieker in de essayistiek geldt. Andere werken die hij publiceerde waren jaarlijkse berichten over de Engelse literatuur, het essay Die Kunst und das Zeitalter in 1789 en de vertaling Über lokale und allgemeine Bildung in 1791 die een verdediging was van Friedrich Schiller. Hij baarde opzien met zijn vertaling van een Indiaas drama, Sakuntala oder der Erkenntnisring. Hiermee oogstte hij veel lof van Johann Wolfgang von Goethe, Johann Gottfried Herder en Jean Paul.
De bibliotheek was echter niet in goede staat en de instelling zou ondanks aanvankelijke inspanningen van Forster wegens gebrekkige financiële middelen en een trage, ongeïnteresseerde bureaucratie ook zo blijven. Ondanks zijn goede inkomen en enthousiasme, stegen zijn schulden voortdurend. Bovendien vervreemdden hij en Therese zich toenemend van elkaar. De huiselijke misère werd echter overvleugeld door berichten uit Frankrijk, waar de Franse Revolutie aan de gang was. De Franse Revolutie vestigde ook in Duitsland steeds meer de aandacht op zich en trok ook de aandacht van Georg Forster. Op 25 maart 1790 vertrok hij met Alexander von Humboldt voor een ruim drie maanden durende reis. De reis voerde langs Aken, Luik, Leuven, Mechelen, Brussel, Rijsel, Duinkerke, Oostende, Brugge, Gent, Antwerpen, Rotterdam, Delft, Den Haag, Amsterdam, Haarlem, Leiden, Hellevoetsluis en Londen, waarna ze uiteindelijk arriveerden in Parijs.
In Parijs kreeg hij een eerste, zeer positieve indruk over het leven in revolutionaire toestanden. In 1791 publiceerde Georg Forster vervolgens in Berlijn zijn ervaringen van deze reis onder de titel Ansichten vom Niederrhein, von Brabant, England und Frankreich im April, Mai und Junius 1790 in twee delen. Het werk wordt tegenwoordig beschouwd als zijn belangrijkste en literair briljantste tekst en wordt gezien als een panorama van het oude Europa in de schaduw van de Franse Revolutie. Het thema van de Franse Revolutie kwam in zijn werk steeds meer op de voorgrond te staan en leidde in 1793 tot de publicatie van Erinnerungen aus dem Jahr 1790 en in 1794 tot Revolutionen und Gegenrevolutionen im Jahre 1790.

## Leven als revolutionair
Georg Forster stemde in met de revolutie in Frankrijk en was er tot de zomer van 1792 ook van overtuigd dat een revolutie voor de Duitse, achtergebleven, maatschappelijke verhoudingen niet te verwezenlijken was en daarom ook niet zou plaatsvinden. Pas na de nederlaag van het Pruisische contrarevolutionaire leger op 20 september 1792 bij Valmy werden de voorwaarden geschapen voor de bezetting door Franse troepen van het gebied links van de Rijn, van Bingen am Rhein tot Landau in der Pfalz. In Mainz ontstond een Club van Jakobijnen die zich voor de verplaatsing van de revolutionaire protesten naar Duitsland inzette. Ondanks aanvankelijke scepsis trad Georg Forster op 4 november 1792 toe tot de club. Hij groeide al spoedig uit tot een leidend redenaar en publicist. Hij schreef een reeks vlugschriften, opstellen, pamfletten en declamaties die hij soms ook voordroeg.
Van januari tot maart 1793 voerde hij de redactie over het blad Neue Mainzer Zeitung oder der Volksfreund. Ook vroeg hij steeds vaker het woord over politieke beslissingen. Hij stuitte niet alleen op brede instemming in het niet-revolutionaire Duitsland, maar ook op heftige kritieken. Zijn huiselijke verhoudingen werden echter steeds onaangenamer totdat Therese samen met hun drie kinderen uiteindelijk het huis tegen de wil van Georg Forster verliet en naar Straatsburg afreisde. Vervolgens verhuisde Therese met haar nieuwe partner Ludwig Ferdinand Huber naar Zwitserland, waarna Georg Forster in diepe vertwijfeling achterbleef.
Begin 1793 hield Georg Forster zich ook bezig met de voorbereidingen voor de verkiezingen van de Rijnlands-Duitse Nationale Conventie die in maart van dat jaar zouden plaatsvinden. In deze periode speelde ook de vriendschap met Caroline Böhmer een belangrijke rol in zijn leven. Hij schreef ook nog met Therese die hij voor zich wilde terugwinnen. Uiteindelijk werd hij in de Nationale Conventie gekozen. Als plaatsvervangend voorzitter van de Nationale Conventie zette hij zich vooral in voor de aansluiting van het revolutionaire Duitse Rijnland bij Frankrijk. Dit was zijn laatste utopie en hierdoor werd hij tot in de twintigste eeuw door Duitse nationalisten gehaat. De Mainzer Republik was met nauwelijks een kwart miljoen mensen een kleine staat, maar het was de eerste staat van de Duitsers waar mensenrechten en vrijheden als persvrijheid zouden gelden.
Nadat de inwoners van de Mainzer Republik op 21 maart 1793 besloten hadden zich aan te sluiten bij Frankrijk, reisde Georg Forster met een kleine delegatie naar Parijs. Op 30 maart 1793, dezelfde dag dat Forster in de Assemblée Nationale in Parijs de motie indiende om het westelijk gedeelte van het Rijnland bij het revolutionaire Frankrijk te voegen, kwam een deel van het gebied weer in handen van de Pruisische contrarevolutionaire troepen. Nog geen vier maanden later werd Mainz na een lange belegering en een huiveringwekkend vuurgevecht weer heroverd. Forster en zijn metgezellen konden onmogelijk nog terugkeren want Forster werd in Duitsland als landverrader gezien en voor zijn gevangenneming was 100 dukaat uitgeloofd. In de zomer van 1793 reisde hij in opdracht van de Franse autoriteiten naar Noord-Frankrijk om daar de mogelijkheden van een van Brits-Franse toenadering te verkennen. De winter bracht Forster weer door in Parijs, waar hij zich eenzaam voelde en zonder geld zat. Hij werd verzorgd door een aantal Poolse emigranten toen hij aan scheurbuik leed. Uiteindelijk overleed hij op 10 januari 1794 op negenendertigjarige leeftijd aan een longontsteking in Parijs. Waar hij begraven werd, is niet bekend geworden.
Een voorbeeld van een door hem gepubliceerde botanische naam is Passiflora aurantia. De zaken die de Forsters tijdens hun expeditie met James Cook hebben verzameld, worden tegenwoordig nog steeds tentoongesteld in Göttingen in Sammlung für Völkerkunde.

## Uitgaven in Nederlandse vertaling
- Het vuur nog geenszins gedoofd. Een reis door de Lage Landen in 1790, vert. Gerlof Janzen, 2010, ISBN 9789059362796
- Reisen van George Forster, in den jaare MDCCXC, vert. C. Plaat, 1792-93, vol. I , vol. II , vol. III , vol. IV
- Waarneemingen over de aardrykskunde, de natuurkunde, den aart en de zeden der menschen, vert. C. Plaat, 1799-1790, vol. I , vol. II , vol. III . Oorspr. Eng. titel:Observations made during a voyage round the world, on physical geography, natural history, and ethic philosoph. De Duitse vertaling door J. G. A. Forster o.d.t.: Bemerkungen über Gegenstände der physischen Erdbeschreibung, Naturgeschichte und sittlichen Philosophie auf seine Reise um die Welt gesammelt.[a] 1783
- Reisen langs den Nederrhijn, door Braband, Vlaanderen, Holland, Engeland en Frankrijk in de jaare 1790. 1791-1793. Vert. van Ansichten vom Niederrhein, von Brabant, Flandern, Holland, England und Frankreich, im April, Mai und Junius 1790.[b][c] Berlin, Vossichen Buchhandlung, 1791-1794

## Eigen werk
- 1777 - A voyage round the World in His Britannic Majesty's Sloop, Resolution, commanded by Capt. James Cook, during the years 1772, 3, 4, and 5.[d][e] London, B. White, etc.
- 1784 - Johann Reinhold Forster's Reise um die Welt, während den Jahren 1772 bis 1775 in dem ... auf Entdeckungen ausgeschickten und durch den Capitain Cook geführten Schiffe the Resolution unternommen.[f][g][h] Berlin, bey Haude und Spener. Vert. van: A voyage round the World in His Britannic Majesty's Sloop, 1777
- 1843 - Sämmtliche Schriften.[i][j][k][l][m] Hrsg. von dessen Tochter und begleitet mit einer Charakterstik Forster's von G.G. Gervinus. In neun Bänden